# Litlink
LitLink ist ein nicht-kommerzielles Literaturverwaltungsprogramm für Windows und Mac OS. Es basiert auf einer FileMaker-Pro-Datenbank. Das Programm richtet sich hauptsächlich an Geisteswissenschaftler und bezeichnet sich selber als Wissensmanagement-Programm für Geschichts- und Kulturwissenschaften.
LitLink wurde mit Mitteln der Universitäten Zürich und Basel sowie verschiedener weiterer Institute finanziert und steht als kostenloser Download für Windows und Mac OS zur Verfügung. Die Besonderheit des Programms liegt in der relationalen Verknüpfung aller Informationen – in LitLink wird jeder Autor nur einmal erfasst, dann werden ihm seine Werke zugeordnet. Auch innerhalb des Datenbestandes sind beliebige Verknüpfungen zwischen Objekten möglich, um beispielsweise Einflüsse von Autoren oder Werken aufeinander darzustellen. Damit eignet sich das Programm vor allem für das biografische Arbeiten und für größere Forschungsprojekte, bei denen es um das Erkennen von Zusammenhängen innerhalb des gesichteten Materials geht.
Die Weiterentwicklung des Programms wurde 2020 eingestellt.

## Funktionen
- LitLink erfasst Autoren, Bücher, Periodika, Artikel, Archivalien, Bilder und Filme.
- Zu jedem dieser Objekte können beliebig viele Karteikarten erstellt werden.
- Objekte lassen sich Ereignissen und Orten zuordnen.
- Zur Erstellung von Verzeichnissen, Literaturlisten etc. können beliebig viele Ausgabeformate, sog. Zitierformen vom Anwender definiert werden.
- Durch die ebenfalls kostenlose Firefox-Erweiterung XMLdump kann LitLink Daten aus zahlreichen Bibliothekskatalogen direkt übernehmen.
- Ab Version 3 kann man mit dem eingebauten Webviewer direkt in der Anwendung Bibliotheken abfragen. Automatisierte Abfragen können vom Anwender selbst erstellt und bearbeitet werden, um z. B. per Mausklick in einer bestimmten Bibliothek nach dem aktuellen Autor zu suchen.
- Um Zusammenhänge zwischen erfassten Daten sichtbar zu machen, listet LitLink automatisch zu jedem Objekt ähnliche Objekte auf. Dazu werden die vom Anwender eingegebenen Schlagworte analysiert. Zusätzlich können ab Version 3 beliebige Objekte miteinander verknüpft werden, um Beziehungen etwa zwischen Autoren aufzuzeigen.

Mit der Version 3.5. wurde eine neue Projektverwaltung integriert: Sie erlaubt nun die Strukturierung in Kapitel und Unterkapitel sowie das freie Verschieben einzelner Einträge, aber auch ganzer Unterstrukturen. Zusammen mit der erweiterten Funktion "Verzeichnis erstellen" bietet sich damit die Möglichkeit, Publikationen komplett in Litlink vorzustrukturieren und dann mit einem Mausklick alle Zitate, Kommentare und Referenzen inklusive Kapitelüberschriften in der Zwischenablage bereitzustellen.
Ab Version 4.0 steht ein kostenloser Webdienst zur Verfügung, mit dem User ihre lokalen Daten abgleichen können. Damit kann mit den eigenen Daten auch dort im Archiv gearbeitet werden, wo der eigene Laptop nicht eingesetzt werden kann. Zudem steht nun auch eine englische und französische Oberfläche zur Verfügung. User können den Inhalt eigener Projekte selektiv freigeben, um anderen Litlink-Usern Zugriff auf Teilbestände ihrer Daten zu ermöglichen. Dabei kann der Zugriff wahlweise vollständig oder beschränkt auf die bibliografischen Daten gewährt werden.

## Schnittstellen
LitLink kann Daten in den Formaten BibTeX und Endnote importieren. Seit Version 4.5 kann LitLink direkt die Bibliothek eines Zotero-Kontos auslesen und die mit Zotero erfassten Veröffentlichungen in sein eigenes, relationales Datenformat überführen.

## Auszeichnungen
2011 erhielt die Software den erstmals vergebenen "FMM Award" des FileMaker Magazins in der Kategorie Beste FileMaker Lösung.